# Списак освајача Стенли купа
Стенли куп је трофеј који се сваке године додељује шампиону плејофа у Националној хокејашкој лиги (НХЛ). Донирао га је канадски гувернер лорд Стенли од Престона 1892. године и представља најстарији трофеј у професионалном спорту на територији северноамеричког континента. Овим трофејом су прво награђивани аматерски хокејашки клубови у Канади који су освајали трофеј као шампиони своје лиге или у случају победе над неким од шампиона других лига (челенџ ера).
Трофеј је у почетку додељиван аматерским клубовима у хокеју на леду у Канади као награда за освајање лигашке титуле или победе у челенџ дуелима који су се играли између шампиона различитих лига. Професионални клубови су почели да доминирају такмичењима почетком XX века а 1913. две највеће хокејашке организације, Национална хокејашка асоцијација (НХА; зачетник НХЛ лиге) и Хокејашка асоцијација пацифичке обале (ПЦХА) дошли су до џентлменског договора да њихови шампиони на крају сваке сезоне играју серију (низ утакмица) која ће одлучивати о освајачу Стенлијевог трофеја за ту годину. Након вишеструких претумбавања у лигама, проширивања и скраћивања, након 1926. године овај пехар постао је трофеј који се додељује шампиону НХЛ лиге, иако је и даље било могуће упутити изазов шампиону од стране клубова изван лиге. Од 1947. куп искључиво постаје званичан трофеј шампиона НХЛ лиге.
Пре плејофа 1915. године куп је имао девет различитих власника. Монтреал канадијанси су освајали овај трофеј 24 пута уз још десет додатних учешћа у финалима. У периоду од настанка, Стенли куп није додељен само два пута - 1919. године због епидемије шпанског грипа и 2005. године због локаута у НХЛ-у.

## Челенџ ера (од 1893. до 1914)
У периоду од 1893. до 1914. године Стенли куп је био "челенџ куп" или куп изазивача у Канади и често се додељивао и више пута у току године (1908. је додељен чак пет пута). Куп је додељиван што шампионима канадских аматерских лига на крају регуларне сезоне, што изазивачима, тимовима из других лига који су договарали мечеве са актуелним шампионима. Клуб је држао титулу све док не изгуби трофеј од другог клуба из своје лиге или док не буде изазван и поражен од стране шампиона неке друге лиге, у мечу или серији мечева. Није постојао дефинисан формат и све је било подређено договору два клуба.
Пре 1912. године мечеви за куп су били играни у било које доба године, у зависности од услова за играње на отвореном, и често се дешавало да исти клуб одбрани трофеј и више пута у току исте године. 1912. одлучено је да се куп брани само једном на крају године, када се заврши регуларна сезона у лиги у којој игра актуелни шампион купа.
| Година | Датум        | Клубови који су освојили куп у току године | Лига  |
| ------ | ------------ | ------------------------------------------ | ----- |
| 1893   | 17.март      | Монтреал ХК                                | АХАЦ  |
| 1894   | 22. март     | Монтреал ХК                                | АХАЦ  |
| 1895   | 9. март      | Монтреал викторијаси [а]                   | АХАЦ  |
| 1895   | 9. март      | Монтреал ХК [а]                            | АХАЦ  |
| 1896   | 14. фебруар  | Винипег викторијаси                        | МХА   |
| 1896   | 29. фебруар  | Винипег викторијаси                        | МХА   |
| 1896   | 30. децембар | Монтреал викторијаси                       | АХАЦ  |
| 1897   | 27. фебруар  | Монтреал викторијаси                       | АХАЦ  |
| 1897   | 27. децембар | Монтреал викторијаси [б]                   | АХАЦ  |
| 1898   | 19. фебруар  | Монтреал викторијаси                       | АХАЦ  |
| 1899   | 18. фебруар  | Монтреал викторијаси                       | ЦАХЛ  |
| 1899   | 4. март      | Монтреал шамрокси                          | ЦАХЛ  |
| 1899   | 14. март     | Монтреал шамрокси                          | ЦАХЛ  |
| 1900   | 15. фебруар  | Монтреал шамрокси                          | ЦАХЛ  |
| 1900   | 1. март      | Монтреал шамрокси                          | ЦАХЛ  |
| 1900   | 7. март      | Монтреал шамрокси                          | ЦАХЛ  |
| 1901   | 31. јануар   | Винипег викторијаси                        | МХА   |
| 1901   | 19. фебруар  | Винипег викторијаси                        | МХА   |
| 1902   | 23. јануар   | Винипег викторијаси                        | МХА   |
| 1902   | 17. март     | Монтреал ХК                                | ЦАХЛ  |
| 1903   | 4. фебруар   | Монтреал ХК [в]                            | ЦАХЛ  |
| 1903   | 10. март     | Отава ХК                                   | ЦАХЛ  |
| 1903   | 14. март     | Отава ХК                                   | ЦАХЛ  |
| 1904   | 4. јануар    | Отава ХК                                   | ЦАХЛ  |
| 1904   | 25. фебруар  | Отава ХК [г]                               | -     |
| 1904   | 2. март      | Отава ХК [г][д]                            | -     |
| 1904   | 11. март     | Отава ХК [г]                               | -     |
| 1905   | 16. јануар   | Отава ХК                                   | ФАХЛ  |
| 1905   | 3. март      | Отава ХК                                   | ФАХЛ  |
| 1905   | 9. март      | Отава ХК                                   | ФАХЛ  |
| 1906   | 28. март     | Отава ХК                                   | ЕЦАХА |
| 1906   | 8. март      | Отава ХК                                   | ЕЦАХА |
| 1906   | 17. март     | Монтреал вондерерси                        | ЕЦАХА |
| 1906   | 29. децембар | Монтреал вондерерси                        | ЕЦАХА |
| 1907   | 23. јануар   | Кенора тистлеси                            | МПХЛ  |
| 1907   | 18. март     | Кенора тистлеси                            | МПХЛ  |
| 1907   | 25. март     | Монтреал вондерерси                        | ЕЦАХА |
| 1908   | 13. јануар   | Монтреал вондерерси                        | ЕЦАХА |
| 1908   | 7. март      | Монтреал вондерерси                        | ЕЦАХА |
| 1908   | 12. март     | Монтреал вондерерси                        | ЕЦАХА |
| 1908   | 14. март     | Монтреал вондерерси                        | ЕЦАХА |
| 1908   | 30. децембар | Монтреал вондерерси                        | ЕЦХА  |
| 1909   | 6. март      | Отава ХК                                   | ЕЦХА  |
| 1910   | 7. јануар    | Отава ХК                                   | ЦХА   |
| 1910   | 20. јануар   | Отава ХК                                   | НХА   |
| 1910   | 9. март      | Монтреал вондерерси                        | НХА   |
| 1910   | 12. март     | Монтреал вондерерси                        | НХА   |
| 1911   | 10. март     | Отава ХК                                   | НХА   |
| 1911   | 13. март     | Отава ХК                                   | НХА   |
| 1911   | 16. март     | Отава ХК                                   | НХА   |
| 1912   | 5. март      | Квебек булдогси                            | НХА   |
| 1912   | 13. март     | Квебек булдогси                            | НХА   |
| 1913   | 5. март      | Квебек булдогси                            | НХА   |
| 1913   | 10. март     | Квебек булдогси                            | НХА   |
| 1914   | 11. март     | Торонто блуширтси                          | НХА   |
| 1914   | 19. март     | Торонто блуширтси [ђ]                      | НХА   |

Напомене
^ а - Монтреал ХК је одбранио трофеј али је морао да га препусти Монтреал викторијасима који су сезону завршили на првом месту табеле АХАЦ лиге.

^ б - Дуел против Отава капиталса је требало да се игра на две добијене утакмице али се Отава предала после прве.

^ в - Регуларни део утакмице која је играна 31. јануара је завршен 2-2 у поноћ. Градоначелник Вестмаута није дозволио да се игра продужетак и утакмица настави јер је од поноћи важио полицијски час. Ова утакмица је поништена и одиграна поново 2. фебруара.

^ г - Већи део 1904. Отава није припадала ни једној лиги.

^ д - Монтреал вондерерси су били дисквалификовани након утакмице у Монтреалу пошто су након 5-5 у регуларном делу одбили да играју продужетак због неслагања са судијом. Касније су одбили да играју поновљени сусрет који је требало да се одигра у Отави.

^ ђ - За време серије откривено је да клуб из Викторије није упутио званичан изазов. У писму од 17. марта које су послали званичници Стенли купа стајало је да Викторија није званичан изазивач јер нису добили њихов захтев за одигравање куп дуела. Званичник купа Вилијем Форан рекао је 18. марта да је дошло до неспоразума. Председник ПЦХА лиге Френк Патрик није упутио захтев јер је очекивао да ће Емет Квин, председник НХА лиге, уговорити дуел као комесар за хокеј па су због тога званичници купа мислили да су игнорисани. На крају је захтев ипак прихваћен па је Викторији омогућено да игра.

## НХА/НХЛ против ПЦХА/ВЦХЛ/ВХЛ (од 1915. до 1926)
Неколико дана након што су Викторија аристократси и Торонто ХК одиграли своју серију (последњи меч серије одигран је 19. марта 1914) званичник купа Вилијем Форан писао је председнику НХА лиге Емету Квину да су званичници вољни да дозволе представницима три професионалне лиге (НХА, ПЦХА и Поморске лиге) да међусобно договоре детаље око организовања куп серије којом би се одлучио освајач трофеја. Одлучено је да се финале Стенли купа игра сваке године између Истока и Запада а да се правила у тим дуелима одређују на основу пропозиција НХА или ПЦХА лиге. Званичници купа су прихватили нови договор зато што је Аленов куп постао највише признање за аматерске хокејашке клубове у Канади па су били зависни од две најјаче лига како би очували традицију и значај Стенилијевог трофеја. Након Портланд розебадса, америчког тима који је приступио ПЦХА лиги 1914. године званичници су изјавили да Куп више није за најбољи тим Канаде већ за најбољи клуб на свету. Две године касније, роузбадси су постали први амерички клуб који је играо у Стенли куп финалу. 1917. Сијетл метрополитанси су постали први амерички клуб који је освојио трофеј. Након те године, НХА је угашена а као њен наследник настала је НХЛ лига.
Током 1919. године, широка епидемија шпанског грипа натерала је Монтреал канадијансе и Сијетл метропшолитансе да прекину серију након пет утакмица (по две победе оба тима и реми) која никада није завшена па је та година остала уписана у историји купа као прва када трофеј није додељен.
Формат такмичења се променио 1922. године са настанком Западноканадске хокејашке лиге (ВЦХЛ). Пошту су сада три лиге конкурисале за трофеј уведена је и полуфинална серија у којој су два шампионска клуба доигравала за пролаз у финале док би преостали клуб изборио директан пласман у финале и тамо чекао победника ове серије. 1924. се ПЦХА лига повукла а само два клуба су прешла у ВЦХА - Ванкувер и Викторија. Како су поново остале само две лиге, за куп је поново играна само финална серија. Након освајања купа 1925. године, Викторија кугарси су постали последњи клуб изван НХЛ лиге која је освојила овај трофеј. За сезону 1925/26 ВЦХЛ је променила име у ВХЛ (Западна хокејашка лига). Пораз кугарса у финалу 1926. године било је последње учешће једног клуба који није из НХЛ лиге у финалној борби за Стенлијев трофеј.
| Плејоф | Шампион | Шампион | Финалиста | Финалиста | Резултат |
| ------ | --- | --- | --- | --- | --- |
| 1915   | Ванкувер милионерси | (ПЦХА) | Отава сенаторси | (НХА) | 3-0 |
| 1916   | Монтреал канадијанси | (НХА) | Портланд роузбадси | (ПЦХА) | 3-2 |
| 1917   | Сијетл метрополитанси | (ПЦХА) | Монтреал канадијанси | (НХА) | 3-1 |
| 1918   | Торонто аренаси | (НХЛ) | Ванкувер милионерси | (ПЦХА) | 3-2 |
| 1919   | Серија између Монтреал канадијанса и Сијетл метрополитанса је прекинута након пете утакмице због епидемије шпанског грипа. Стенлијев трофеј није додељен. | Серија између Монтреал канадијанса и Сијетл метрополитанса је прекинута након пете утакмице због епидемије шпанског грипа. Стенлијев трофеј није додељен. | Серија између Монтреал канадијанса и Сијетл метрополитанса је прекинута након пете утакмице због епидемије шпанског грипа. Стенлијев трофеј није додељен. | Серија између Монтреал канадијанса и Сијетл метрополитанса је прекинута након пете утакмице због епидемије шпанског грипа. Стенлијев трофеј није додељен. | Серија између Монтреал канадијанса и Сијетл метрополитанса је прекинута након пете утакмице због епидемије шпанског грипа. Стенлијев трофеј није додељен. |
| 1920   | Отава сенаторси | (НХЛ) | Сијетл метрополитанси | (ПЦХА) | 3-2 |
| 1921   | Отава сенаторси | (НХЛ) | Ванкувер милионерси | (ПЦХА) | 3-2 |
| 1922   | Торонто сент петси | (НХЛ) | Ванкувер милионерси | (ПЦХА) | 3-2 |
| 1923   | Отава сенаторси | (НХЛ) | Едмонтон ескимоси | (ВЦХЛ) | 2-0 |
| 1924   | Монтреал канадијанси | (НХЛ) | Калгари тајгерси | (ВЦХЛ) | 2-0 |
| 1925   | Викторија кугарси | (ВЦХЛ) | Монтреал канадијанси | (НХЛ) | 3-1 |
| 1926   | Монтреал марунси | (НХЛ) | Викторија кугарси | (ВХЛ) | 3-1 |

## НХЛ шампиони (од 1927)
Након повлачења ВХЛ-а из купа 1926. године, у купу остаје само НХЛ лига. Шампиони других лига су и даље упућивали изазове шампиону али од те године више ни један клуб изван НХЛ није играо за трофеј па је Стенли куп и де факто постао трофеј НХЛ-а. 1947. управа НХЛ лиге је постигла договор са званичницима купа Росом и Смитоном да се трофеј и организација купа у потпуности препусте на управљање НХЛ лиги, дајући тако могућност лиги да одбије челенџе других клубова који би желели да играју за трофеј. 2006. године Врховни суд Онтарија утврдио је да су договором из 1947. године поверенцији купа прекршили услове лорда Стенлија. НХЛ је пристао да дозволи другим клубовима да се боре за куп само онда када НХЛ не буде играо, што је био случај 2005. због локаута у лиги.
Од 1927. године, формат плејофа којим су се одлучивали клубови који ће учествовати у борби за трофеј мењао се више пута. У неким сезонама клубови су постављани за носиоце независно од положаја у дивизији и конференцији. Од 1982. финале се игра искључиво између два шампиона конференција.
| Плејоф | [а]                                             | Шампион                                         | Рез.                                            | Финалиста                                       |
| ------ | ----------------------------------------------- | ----------------------------------------------- | ----------------------------------------------- | ----------------------------------------------- |
| 1927   | 4                                               | [б] Отава сенаторси                             | 2-0-2 [в]                                       | Бостон бруинси                                  |
| 1928   | 1                                               | Њујорк ренџерси                                 | 3-2                                             | Монтреал марунси                                |
| 1929   | 1                                               | Бостон бруинси                                  | 2-0                                             | Њујорк ренџерси                                 |
| 1930   | 3                                               | Монтреал канадијанси                            | 2-0                                             | Бостон бруинси                                  |
| 1931   | 4                                               | Монтреал канадијанси                            | 3-2                                             | Чикаго блек хокси                               |
| 1932   | 3                                               | Торонто мејпл лифси                             | 3-0                                             | Њујорк ренџерси                                 |
| 1933   | 2                                               | Њујорк ренџерси                                 | 3-1                                             | Торонто мејпл лифси                             |
| 1934   | 1                                               | Чикаго блек хокси                               | 3-1                                             | Детроит ред вингси                              |
| 1935   | 2                                               | Монтреал марунси                                | 3-0                                             | Торонто мејпл лифси                             |
| 1936   | 1                                               | Детроит ред вингси                              | 3-1                                             | Торонто мејпл лифси                             |
| 1937   | 2                                               | Детроит ред вингси                              | 3-2                                             | Њујорк ренџерси                                 |
| 1938   | 2                                               | Чикаго блек хокси                               | 3-1                                             | Торонто мејпл лифси                             |
| 1939   | 2                                               | Бостон бруинси                                  | 4-1                                             | Торонто мејпл лифси                             |
| 1940   | 3                                               | Њујорк ренџерси                                 | 4-2                                             | Торонто мејпл лифси                             |
| 1941   | 3                                               | Бостон бруинси                                  | 4-0                                             | Детроит ред вингси                              |
| 1942   | 4                                               | Торонто мејпл лифси                             | 4-3                                             | Детроит ред вингси                              |
| 1943   | 3                                               | Детроит ред вингси                              | 4-0                                             | Бостон бруинси                                  |
| 1944   | 5                                               | Монтреал канадијанси                            | 4-0                                             | Чикаго блек хокси                               |
| 1945   | 5                                               | Торонто мејпл лифси                             | 4-3                                             | Детроит ред вингси                              |
| 1946   | 6                                               | Монтреал канадијанси                            | 4-1                                             | Бостон бруинси                                  |
| 1947   | 6                                               | Торонто мејпл лифси                             | 4-2                                             | Монтреал канадијанси                            |
| 1948   | 7                                               | Торонто мејпл лифси                             | 4-0                                             | Детроит ред вингси                              |
| 1949   | 8                                               | Торонто мејпл лифси                             | 4-0                                             | Детроит ред вингси                              |
| 1950   | 4                                               | Детроит ред вингси                              | 4–3                                             | Њујорк ренџерси                                 |
| 1951   | 9                                               | Торонто мејпл лифси                             | 4–1                                             | Монтреал канадијанси                            |
| 1952   | 5                                               | Детроит ред вингси                              | 4–0                                             | Монтреал канадијанси                            |
| 1953   | 7                                               | Монтреал канадијанси                            | 4–1                                             | Бостон бруинси                                  |
| 1954   | 6                                               | Детроит ред вингси                              | 4–3                                             | Монтреал канадијанси                            |
| 1955   | 7                                               | Детроит ред вингси                              | 4–3                                             | Монтреал канадијанси                            |
| 1956   | 8                                               | Монтреал канадијанси                            | 4–1                                             | Детроит ред вингси                              |
| 1957   | 9                                               | Монтреал канадијанси                            | 4–1                                             | Бостон бруинси                                  |
| 1958   | 10                                              | Монтреал канадијанси                            | 4–2                                             | Бостон бруинси                                  |
| 1959   | 11                                              | Монтреал канадијанси                            | 4–1                                             | Торонто мејпл лифси                             |
| 1960   | 12                                              | Монтреал канадијанси                            | 4–0                                             | Торонто мејпл лифси                             |
| 1961   | 3                                               | Чикаго блек хокси                               | 4–2                                             | Детроит ред вингси                              |
| 1962   | 10                                              | Торонто мејпл лифси                             | 4–2                                             | Чикаго блек хокси                               |
| 1963   | 11                                              | Торонто мејпл лифси                             | 4–1                                             | Детроит ред вингси                              |
| 1964   | 12                                              | Торонто мејпл лифси                             | 4–3                                             | Детроит ред вингси                              |
| 1965   | 13                                              | Монтреал канадијанси                            | 4–3                                             | Чикаго блек хокси                               |
| 1966   | 14                                              | Монтреал канадијанси                            | 4–2                                             | Детроит ред вингси                              |
| 1967   | 13                                              | Торонто мејпл лифси                             | 4–2                                             | Монтреал канадијанси                            |
| 1968   | 15                                              | Монтреал канадијанси                            | 4–0                                             | Сент Луис блуз                                  |
| 1969   | 16                                              | Монтреал канадијанси                            | 4–0                                             | Сент Луис блуз                                  |
| 1970   | 4                                               | Бостон бруинси                                  | 4–0                                             | Сент Луис блуз                                  |
| 1971   | 17                                              | Монтреал канадијанси                            | 4–3                                             | Чикаго блек хокси                               |
| 1972   | 5                                               | Бостон бруинси                                  | 4–2                                             | Њујорк ренџерси                                 |
| 1973   | 18                                              | Монтреал канадијанси                            | 4–2                                             | Чикаго блек хокси                               |
| 1974   | 1                                               | Филаделфија флајерси                            | 4–2                                             | Бостон бруинси                                  |
| 1975   | 2                                               | Филаделфија флајерси                            | 4–2                                             | Бафало сејберси                                 |
| 1976   | 19                                              | Монтреал канадијанси                            | 4–0                                             | Филаделфија флајерси                            |
| 1977   | 20                                              | Монтреал канадијанси                            | 4–0                                             | Бостон бруинси                                  |
| 1978   | 21                                              | Монтреал канадијанси                            | 4–2                                             | Бостон бруинси                                  |
| 1979   | 22                                              | Монтреал канадијанси                            | 4–1                                             | Њујорк ренџерси                                 |
| 1980   | 1                                               | Њујорк ајлендерси                               | 4–2                                             | Филаделфија флајерси                            |
| 1981   | 2                                               | Њујорк ајлендерси                               | 4–1                                             | Минесота норт старси                            |
| 1982   | 3                                               | Њујорк ајлендерси                               | 4–0                                             | Ванкувер канакси                                |
| 1983   | 4                                               | Њујорк ајлендерси                               | 4–0                                             | Едмонтон ојлерси                                |
| 1984   | 1                                               | Едмонтон ојлерси                                | 4–1                                             | Њујорк ајлендерси                               |
| 1985   | 2                                               | Едмонтон ојлерси                                | 4–1                                             | Филаделфија флајерси                            |
| 1986   | 23                                              | Монтреал канадијанси                            | 4–1                                             | Калгари флејмси                                 |
| 1987   | 3                                               | Едмонтон ојлерси                                | 4–3                                             | Филаделфија флајерси                            |
| 1988   | 4                                               | Едмонтон ојлерси                                | 4–0                                             | Бостон бруинси                                  |
| 1989   | 1                                               | Калгари флејмси                                 | 4–2                                             | Монтреал канадијанси                            |
| 1990   | 5                                               | Едмонтон ојлерси                                | 4–1                                             | Бостон бруинси                                  |
| 1991   | 1                                               | Питсбург пенгвинси                              | 4–2                                             | Минесота норт старси                            |
| 1992   | 2                                               | Питсбург пенгвинси                              | 4–0                                             | Чикаго блекхокси                                |
| 1993   | 24                                              | Монтреал канадијанси                            | 4–1                                             | Лос Анђелес кингси                              |
| 1994   | 4                                               | Њујорк ренџерси                                 | 4–3                                             | Ванкувер канакси                                |
| 1995   | 1                                               | Њу Џерзи девилси                                | 4–0                                             | Детроит ред вингси                              |
| 1996   | 1                                               | Колорадо аваланши                               | 4–0                                             | Флорида пантерси                                |
| 1997   | 8                                               | Детроит ред вингси                              | 4–0                                             | Филаделфија флајерси                            |
| 1998   | 9                                               | Детроит ред вингси                              | 4–0                                             | Вашингтон капиталси                             |
| 1999   | 1                                               | Далас старси                                    | 4–2                                             | Бафало сејберси                                 |
| 2000   | 2                                               | Њу Џерзи девилси                                | 4–2                                             | Далас старси                                    |
| 2001   | 2                                               | Колорадо аваланши                               | 4–3                                             | Њу Џерзи девилси                                |
| 2002   | 10                                              | Детроит ред вингси                              | 4–1                                             | Каролина харикенси                              |
| 2003   | 3                                               | Њу Џерзи девилси                                | 4–3                                             | Анахајм мајти дакси                             |
| 2004   | 1                                               | Тампа Беј лајтнингси                            | 4–3                                             | Калгари флејмси                                 |
| 2005   | Цела сезона је укинута због локаута у НХЛ лиги. | Цела сезона је укинута због локаута у НХЛ лиги. | Цела сезона је укинута због локаута у НХЛ лиги. | Цела сезона је укинута због локаута у НХЛ лиги. |
| 2006   | 1                                               | Каролина харикенси                              | 4–3                                             | Едмонтон ојлерси                                |
| 2007   | 1                                               | Анахајм дакси                                   | 4–1                                             | Отава сенаторси                                 |
| 2008   | 11                                              | Детроит ред вингси                              | 4–2                                             | Питсбург пенгвинси                              |
| 2009   | 3                                               | Питсбург пенгвинси                              | 4–3                                             | Детроит ред вингси                              |
| 2010   | 4                                               | Чикаго блекхокси                                | 4–2                                             | Филаделфија флајерси                            |
| 2011   | 6                                               | Бостон бруинси                                  | 4–3                                             | Ванкувер канакси                                |
| 2012   | 1                                               | Лос Анђелес кингси                              | 4–2                                             | Њу Џерзи девилси                                |
| 2013   | 5                                               | Чикаго блекхокси                                | 4–2                                             | Бостон бруинси                                  |
| 2014   | 2                                               | Лос Анђелес кингси                              | 4–1                                             | Њујорк ренџерси                                 |
| 2015   | 6                                               | Чикаго блекхокси                                | 4–2                                             | Тампа Беј лајтнингси                            |
| 2016   | 4                                               | Питсбург пенгвинси                              | 4–2                                             | Сан Хозе шаркси                                 |
| 2017   | 5                                               | Питсбург пенгвинси                              | 4–2                                             | Нешвил предаторси                               |

Напомене:
- ^ а - Редни број Стенли куп трофеја које је освојио победник, након плејофа.
- ^ б - Хокејашки клуб Отава (Отава ХК) је постојао од 1883. до 1954. године и не треба их мешати са Отава сенаторсима из 1992
- ^ в - Серија је завршена са две победе Отава ХК и два ремија. У то време, утакмица је након нерешеног резултата у регуларних 60 минута ишла у само један продужетак од 20 минута, а ако и тада није било победника поглашавао се коначни резултат као нерешен. Ово је била последња плејоф серија у историји лиге у којој је меч завршен нерешеним резултатом (11. априла 1927. је одигран последњи такав меч који се завршио резултатом 1-1).[116] Играо се систем бољи из 5 утакмица.[117]

## Учешћа у финалима

### Челенџ ера (од 1893. до 1914)
Легенда: У = укупан број одиграних финала; П = победе; И = изгубљени изазови.
| Клуб                        | У  | П  | И | Година (број учешћа у години)                                                |
| --------------------------- | -- | -- | - | ---------------------------------------------------------------------------- |
| Отава ХК                    | 19 | 17 | 2 | 1894, 1903 (2), 1904 (4), 1905 (3), 1906 (2), 1906, 1909, 1910 (2), 1911 (3) |
| Монтреал вондерерси         | 12 | 10 | 2 | 1904, 1906 (2), 1907, 1907, 1908 (5), 1910 (2)                               |
| Винипег викторијаси         | 11 | 6  | 5 | 1896 (2), 1896, 1899, 1900, 1901 (2), 1902 (2), 1902, 1903                   |
| Монтреал викторијаси        | 8  | 6  | 2 | 1895, 1896, 1896, 1897 (2), 1898, 1899, 1903                                 |
| Монтреал шамрокси           | 6  | 5  | 1 | 1899 (2), 1900 (3), 1901                                                     |
| Монтреал ХК                 | 5  | 5  | 0 | 1893, 1894, 1895, 1902, 1903                                                 |
| Квебек булдогси             | 4  | 4  | 0 | 1912 (2), 1913 (2)                                                           |
| Рет Портејџ/Кенора тистлеси | 5  | 2  | 3 | 1903, 1905, 1907 (2), 1907                                                   |
| Торонто блуширтси           | 2  | 2  | 0 | 1914 (2)                                                                     |
| Квинс универзитет           | 3  | 0  | 3 | 1895, 1899, 1906                                                             |
| Брендон вит ситиз           | 2  | 0  | 2 | 1904, 1907                                                                   |
| Едмонтон ХК                 | 2  | 0  | 2 | 1908, 1910                                                                   |
| Галт ХК                     | 2  | 0  | 2 | 1910, 1911                                                                   |
| Винипег мејпл лифси         | 2  | 0  | 2 | 1901, 1908                                                                   |

Наредних 16 клубова забележило је само по један неуспешан изазов: Берлин дачмени (1910), Досон Сити нагетси (1905), Халифакс кресентси (1900), Монктон викторијаси (1912), Монтреал канадијанси (1914), Њу Глазгов кабси (1906), Отава капиталси (1897), Отава викторијаси (1908), Порт Артур беркетси (1911), Смитс Фолс (1906), Сиднеј милионерси (1913), Торонто ХК (1908), Торонто марлбороси (1904), Торонто велингтонси (1902), Викторија аристократси (1914) и Винипег РК (1904; веслачки клуб).

### Ера Стенли куп финала (од 1915)
| Учешћа | Клуб                   | Победе | Порази | Финала |
| ------ | ---------------------- | ------ | ------ | --- |
| 34[a]  | Монтреал канадијанси   | 24     | 9[a]   | 1916, 1917, 1919[a], 1924, 1925, 1930, 1931, 1944, 1946, 1947, 1951, 1952, 1953, 1954, 1955, 1956, 1957, 1958, 1959, 1960, 1965, 1966, 1967, 1968, 1969, 1971, 1973, 1976, 1977, 1978, 1979, 1986, 1989, 1993 |
| 24     | Детроит ред вингси     | 11     | 13     | 1934, 1936, 1937, 1941, 1942, 1943, 1945, 1948, 1949, 1950, 1952, 1954, 1955, 1956, 1961, 1963, 1964, 1966, 1995, 1997, 1998, 2002, 2008, 2009                                                                |
| 21     | Торонто мејпл лифси[б] | 13     | 8      | 1918, 1922, 1932, 1933, 1935, 1936, 1938, 1939, 1940, 1942, 1945, 1947, 1948, 1949, 1951, 1959, 1960, 1962, 1963, 1964, 1967                                                                                  |
| 19     | Бостон бруинси         | 6      | 13     | 1927, 1929, 1930, 1939, 1941, 1943, 1946, 1953, 1957, 1958, 1970, 1972, 1974, 1977, 1978, 1988, 1990, 2011, 2013                                                                                              |
| 13     | Чикаго блекхокси[в]    | 6      | 7      | 1931, 1934, 1938, 1944, 1961, 1962, 1965, 1971, 1973, 1992, 2010, 2013, 2015 |
| 11     | Њујорк ренџерси        | 4      | 7      | 1928, 1929, 1932, 1933, 1937, 1940, 1950, 1972, 1979, 1994, 2014 |
| 8      | Филаделфија флајерси   | 2      | 6      | 1974, 1975, 1976, 1980, 1985, 1987, 1997, 2010 |
| 7      | Едмонтон ојлерси       | 5      | 2      | 1983, 1984, 1985, 1987, 1988, 1990, 2006 |
| 6      | Питсбург пенгвинси     | 5      | 1      | 1991, 1992, 2008, 2009, 2016, 2017 |
| 5      | Њујорк ајлендерси      | 4      | 1      | 1980, 1981, 1982, 1983, 1984 |
| 5      | Њу Џерзи девилси       | 3      | 2      | 1995, 2000, 2001, 2003, 2012 |
| 4      | Далас старси[г]        | 1      | 3      | 1981, 1991, 1999, 2000 |
| 3      | Лос Анђелес кингси     | 2      | 1      | 1993, 2012, 2014 |
| 3      | Калгари флејмси        | 1      | 2      | 1986, 1989, 2004 |
| 3      | Сент Луис блуз         | 0      | 3      | 1968, 1969, 1970 |
| 3      | Ванкувер канакси       | 0      | 3      | 1982, 1994, 2011 |
| 2      | Колорадо аваланши      | 2      | 0      | 1996, 2001 |
| 2      | Каролина харикенси     | 1      | 1      | 2002, 2006 |
| 2      | Анахајм дакси[д]       | 1      | 1      | 2003, 2007 |
| 2      | Тампа Беј лајтнингси   | 1      | 1      | 2004, 2015 |
| 2      | Бафало сејберси        | 0      | 2      | 1975, 1999 |
| 1      | Флорида пантерси       | 0      | 1      | 1996 |
| 1      | Вашингтон капиталси    | 0      | 1      | 1998 |
| 1      | Отава сенаторси[ђ]     | 0      | 1      | 2007 |
| 1      | Сан Хозе шаркси        | 0      | 1      | 2016 |
| 1      | Нешвил предаторси      | 0      | 1      | 2017 |

#### Угашени клубови
| Учешћа | Клуб                  | Победе | Порази | Финала                       |
| ------ | --------------------- | ------ | ------ | ---------------------------- |
| 5      | Отава сенаторси       | 4      | 1      | 1915, 1920, 1921, 1923, 1927 |
| 4      | Ванкувер милионерси   | 1      | 3      | 1915, 1918, 1921, 1922       |
| 3      | Монтреал марунси      | 2      | 1      | 1926, 1928, 1935             |
| 3      | Сијетл метрополитанси | 1      | 1[а]   | 1917, 1919[а], 1920          |
| 2      | Викторија кугарси     | 1      | 1      | 1925, 1926                   |
| 1      | Портланд роузбадси    | 0      | 1      | 1916                         |
| 1      | Едмонтон ескимоси     | 0      | 1      | 1923                         |
| 1      | Калгари тајгерси      | 0      | 1      | 1924                         |

Напомене:
- ^ а - Монтреал канадијанси и Сијетл метрополитанси су учествовали у финалу 1919. године које је прекинуто због епидемије шпанског грипа и рачуна се само као учешће али није уврштено ни у победе ни у поразе код обе екипе.
- ^ б - Франшиза је 1918. године освојила куп док се звала Торонто ХК, 1922. као Торонто сент патрикси а 1947. су играли као Торонто аренаси.
- ^ в - Чикаго блекхокси су се звали блек хокси пре сезоне 1986/87.
- ^ г - Далас старси су два финала, 1981. и 1991, играли као Минесота норт старси.
- ^ д - Анахајм дакси су финале 2003. играли као Анахајм мајти дакси.
- ^ ђ - Отава сенаторси су име добили 1992. године по некадашњем клубу Отава ХК (1883-1954) који су једно време носили то име.